# Epedanellus tuberculatus
Epedanellus tuberculatus is een hooiwagen uit de familie Epedanidae. Een junior subjectief synoniem is Strisilvea cavicola Roewer 1927 in Suzuki 1973.